# مسجد كاتدرائية خاركيف
مسجد كاتدرائية خاركيف، المعروف أيضًا باسم مسجد خافيدرالي، (بالأوكرانية: Харківська соборна мечеть)‏ يقع في خاركيف، أوكرانيا. تم بناء المسجد في الأصل عام 1905، وهدمه الشيوعيون السوفييت عام 1936، ثم أُعيد بناؤه عام 2006.

## تاريخ
في عام 1905 تم بناء مسجد في أوكرانيا على ضفة نهر لوبان. دمّر السوفييت المسجد عام 1936 بدعوى أنه أعاق تدفق النهر. في عام 1999 بدأ العمل في إعادة بناء المسجد في الموقع نفسه.